# 에딘 제코
에딘 제코(보스니아어: Edin Džeko, 1986년 3월 17일, 사라예보 ~ )는 피오렌티나와 보스니아 헤르체고비나 축구 국가대표팀에서 중앙 공격수로 활약하고 있는 보스니아 헤르체고비나의 축구 선수이다. 2009년과 2010년, 2011-12년 3회 연속 보스니아 올해의 축구 선수상을 수상하였다. 보스니아 헤르체고비나에서는 Bosanski dijamant (보스니아의 다이아몬드)라는 별명으로 알려져있다. 이전에는 젤레즈니차르와 테플리체, 우스티나트라벰, VfL 볼프스부르크에서 선수 생활을 하였다.
제코는 2007년부터 국가대표로 활약하였는데 54번 경기에 출전하여 29골을 기록하였다. 2012년 9월 7일 리히텐슈타인전에서 해트트릭을 기록하며 즈베즈단 미시모비치와 엘비르 볼리치를 제치고 보스니아 역대 최고 득점자가 되었다. 2010년 월드컵 예선에서는 9골을 기록하며 5조 득점 순위 1위를 기록하였다. 제코는 2008-09 시즌 우승을 차지한 볼프스부르크에서 뛰며 이름을 알렸고, 26골을 넣으며 리그 득점 순위 2위를 기록하였다. 2009-10 시즌에는 22골을 넣으며 득점왕을 차지하였다. 또한 두 시즌 모두 도움 10개를 기록하였다.

## 선수 경력

### VfL 볼프스부르크
분데스리가 2008-09 시즌에는 26골을 넣으며 VfL 볼프스부르크의 푸스발-분데스리가 구단 역사상 최초의 리그 우승을 이끌었다. 2009-10 시즌에는 22골로 득점왕에 올라 2000-01 시즌 세르게이 바르바레즈 이후 9년만에 분데스리가 득점왕을 차지한 보스니아인이 되었다. 2007-08 시즌부터 2시즌 연속으로 한 시즌 20골 이상을 달성하며 "보스니아 폭격기"라는 애칭과 함께 푸스발-분데스리가 최고의 공격수로 각광 받던 그는 결국 2년 뒤 2011년 1월, 맨체스터 시티 FC로 3,500만 유로(한화 600억가량)의 이적료를 남기며 이적함과 동시에 마리오 고메스(2009년 여름 VfB 슈투트가르트->FC 바이에른 뮌헨)가 기록한 3,000만 유로의 선을 갈아 치웠다.

### 맨체스터 시티 FC
제코는 맨체스터 시티 FC 소속으로 28경기에 13골을 기록하고 있는 중이다. 하지만 현재 맨체스터 시티 FC에서 그를 방출하려는 움직임을 보이고 있다. 그는 전반에는 이렇다는 활약을 보여 왔으나, 카를로스 테베즈의 복귀와 세르히오 아구에로, 마리오 발로텔리의 활약에 의해 제코는 선발 명단에서 제외되는 것을 볼 수 있다. 2012년 5월 14일, 2011-2012시즌 마지막 38라운드 퀸즈 파크 레인저스 FC와의 홈 경기때 모두들 놀라움을 감출 수가 없었다. 전후반 90분이 지나고 1-2로 지고 있을 무렵, 추가 시간에 에딘 제코가 동점골을 성공시켰다. 그다음 세르히오 아구에로가 결승 세 번째골을 성공시켰고 결국 우승하였다.

#### 2013-14 시즌

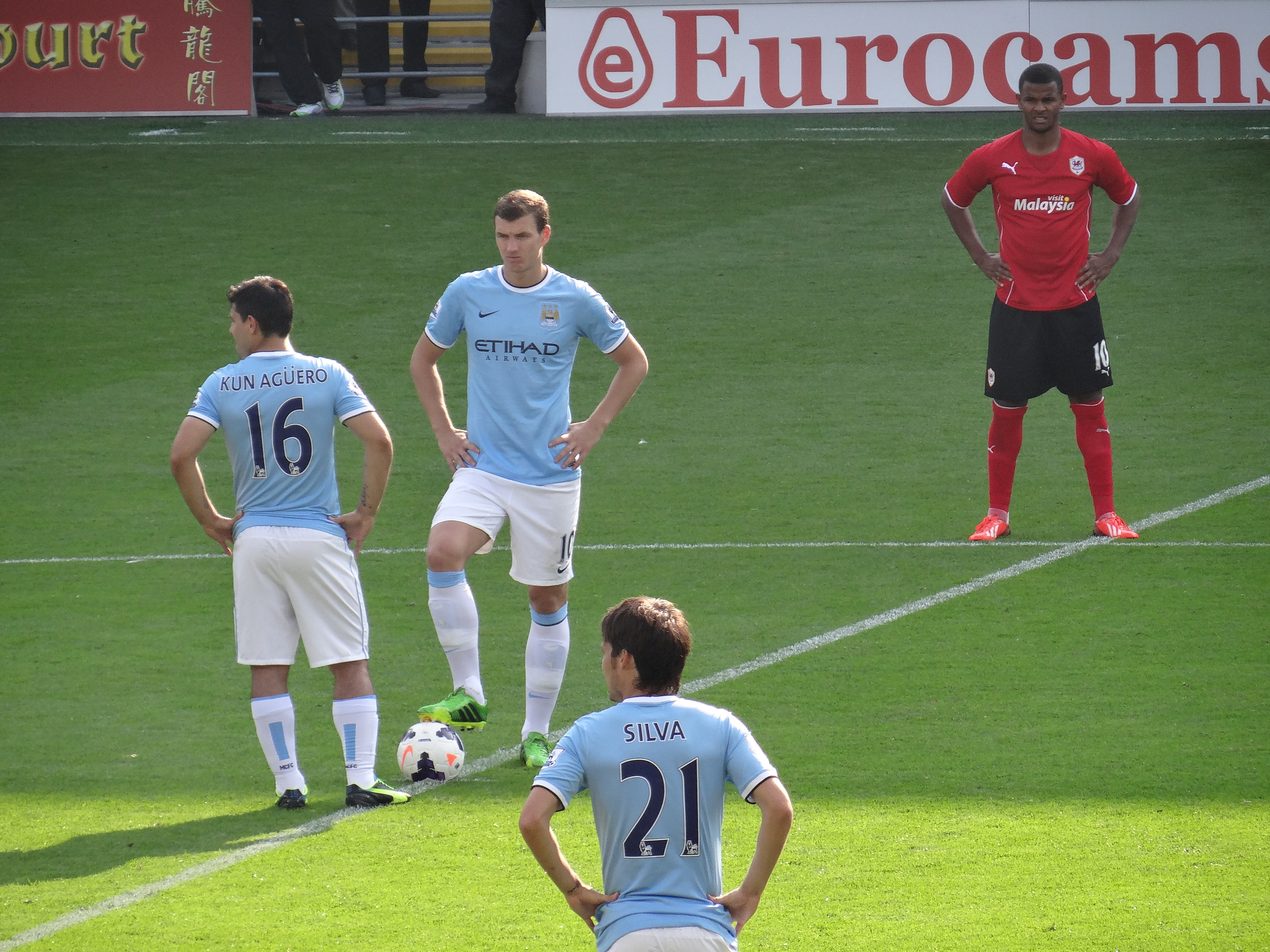
맨체스터 시티 팀 동료인 세르히오 아구에로, 에딘 제코, 다비드 실바

제코는 뉴캐슬전에 처음 선발로 출장하였으며, 맨체스터 시티가 3-2로 패배한 카디프 시티 전에서 리그 첫 골을 기록하였다.
에딘 제코는 네그레도의 영입으로 인하여 초반에 많은결장을 하게 되었으나 결국에 후반기에 들어 주전 자리를 되찾아 에버튼전에 2골을 기록하는 등등의 우승의 혁혁한 공신이 되어 2013 2014 리그 16골을 달성하였고 트랜스퍼 마켓 기준으로 시즌 28골을 기록하게 되었다.

### AS 로마
2015년 8월 12일 €4m의 임대료와 €11m의 퍼포먼스에 따른 의무로 전환 될 수 있는 구매 옵션으로 AS 로마에 임대 이적 했다. 10월 1일 로마는 구매 옵션을 발동하였다.

## 여담
에딘 제코는 5개 국어 (보스니아어, 체코어, 독일어, 영어, 이탈리아어)를 구사할 수 있으며 본인(제코) 뿐 아니라 즐라탄 이브라히모비치 등  피지컬이 뛰어나고 기동력이 좋은 스트라이커들이 등번호 11번을 선호한다.

## 수상

#### 볼프스부르크
- 분데스리가: 2008-09

#### 맨체스터 시티
- 프리미어리그 : 2011-12, 2013-14
- FA컵 : 2010-11
- EFL컵 : 2013-14
- FA 커뮤니티 실드 : 2012

#### 인테르나치오날레
- 코파 이탈리아 : 2021-22, 2022-23
- 수페르코파 이탈리아나 : 2021, 2022
- UEFA 챔피언스리그 준우승 : 2022-23

### 개인
- VDV 올해의 선수 : 2008-09
- 분데스리가 득점왕 : 2009-10
- DFB 포칼 득점왕 : 2008-09
- 키커 분데스리가 올해의 팀 : 2008-09, 2009-10
- 프리미어리그 이 달의 선수 : 2011년 8월
- 세리에 A 득점왕 : 2016-17
- UEFA 유로파리그 득점왕 : 2016-17
- UEFA 유로파리그 시즌의 스쿼드 : 2020-21
- UEFA 챔피언스리그 시즌의 스쿼드 : 2017-18
- 보스니아 올해의 선수 : 2009, 2010, 2011
- 보스니아 올해의 운동 선수 : 2009, 2018
- 로마 올해의 선수 : 2017-18
- 2014년 FIFA 월드컵 MoM : vs. 이란 (조별리그)

## 같이 보기
- A매치 100경기 이상 출전한 축구 선수 명단